# Salernitana Sport 1979-1980
Questa vocer raccoglie i dati riguardanti la Salernitana Sport nelle competizioni ufficiali della stagione 1979-1980.

## Stagione
La stagione 1979-80 si disputa, come le ultime trascorse, in un momento difficile per la Salernitana: i problemi societari si uniranno a quelli della squadra. I giocatori a marzo chiedono la messa in mora della società visto che non ricevono lo stipendio da mesi. La situazione finanziaria è disastrosa, al punto da indurre il presidente Ventura ad abbandonare la presidenza, sostituito da Federico De Piano che entrato in società migliorerà le finanze, ma che poi, resosi conto della gravità della situazione, opta per lasciare il posto al socio Enzo Grieco, che già in passato aveva ricoperto la carica.
Tra le soddisfazioni stagionali, al di là del 7º posto finale in campionato raggiunto malgrado le difficoltà e i cambi di allenatore (Viviani-Giammarinaro-Gigante), vi fu da un lato il raggiungimento per la prima volta della finale di Coppa Italia Semiprofessionisti, persa poi contro il Padova; dall'altro il fatto che l'attaccante Gabriele Messina si laureò capocannoniere del campionato con 15 gol segnati, bissando la cosa anche in coppa, avendo messo a segno altri 13 gol.
Beffardo, in particolare, il modo con cui la Salernitana perde la doppia finale della manifestazione tricolore: dopo il successo per 3-1 all'andata al Vestuti, che sembra aver ipotecato la vittoria della Coppa, al ritorno i granata vengono travolti per 4-0 in Veneto, consegnando di fatto il trofeo agli avversari.

## Divise
La prima maglia è interamente granata, mentre la seconda divisa è interamente bianca.
| Casa | Trasferta |

## Rosa

Gabriele Messina (qui al Bari), capocannoniere di coppa e campionato.

| N. |                   | Ruolo | Calciatore          |
| -- | ----------------- | ----- | ------------------- |
|    | Italia (bandiera) | P     | Nevio Favaro        |
|    | Italia (bandiera) | P     | Rossano Pinti       |
|    | Italia (bandiera) | P     | Ugo Tani            |
|    | Italia (bandiera) | D     | Antonio Ambrosi     |
|    | Italia (bandiera) | D     | Giuseppe De Biase   |
|    | Italia (bandiera) | D     | Pantaleo De Gennaro |
|    | Italia (bandiera) | D     | Mariano Fabris      |
|    | Italia (bandiera) | D     | Alessandro Ferrari  |
|    | Italia (bandiera) | D     | Piergiorgio Ferri   |
|    | Italia (bandiera) | D     | Giuseppe Zandonà    |
|    | Italia (bandiera) | D     | Orazio Nodale       |
|    | Italia (bandiera) | D     | Mario Valeri        |

| N. |                   | Ruolo | Calciatore        |
| -- | ----------------- | ----- | ----------------- |
|    | Italia (bandiera) | C     | Giovanni Botteghi |
|    | Italia (bandiera) | C     | Paolo Cariati     |
|    | Italia (bandiera) | C     | Maurizio De Fraia |
|    | Italia (bandiera) | C     | Antonello Gigante |
|    | Italia (bandiera) | C     | Vincenzo Zazzaro  |
|    | Italia (bandiera) | C     | Nicola Provenza   |
|    | Italia (bandiera) | C     | Enzo Rambotti     |
|    | Italia (bandiera) | A     | Angelo Calisti    |
|    | Italia (bandiera) | A     | Francesco D'Urso  |
|    | Italia (bandiera) | A     | Gabriele Messina  |
|    | Italia (bandiera) | A     | Vanni Moscon      |
|    | Italia (bandiera) | A     | Pasquale Viscido  |

## Risultati

### Campionato

#### Girone di andata
| 30 settembre 1979 1ª giornata | Salernitana | 2 – 2 | Campobasso |  |

| 7 ottobre 1979 2ª giornata | Empoli | 0 – 2 | Salernitana |  |

| 14 ottobre 1979 3ª giornata | Salernitana | 0 – 0 | Siracusa |  |

| 21 ottobre 1979 4ª giornata | Benevento | 2 – 1 | Salernitana |  |

| 28 ottobre 1979 5ª giornata | Salernitana | 1 – 2 | Cavese |  |

| 4 novembre 1979 6ª giornata | Foggia | 1 – 0 | Salernitana |  |

| 11 novembre 1979 7ª giornata | Salernitana | 2 – 1 | Rende |  |

| 18 novembre 1979 8ª giornata | Chieti | 2 – 1 | Salernitana |  |

| 25 novembre 1979 9ª giornata | Salernitana | 1 – 0 | Montevarchi |  |

| 2 dicembre 1979 10ª giornata | Reggina | 1 – 0 | Salernitana |  |

| 9 dicembre 1979 11ª giornata | Salernitana | 1 – 0 | Nocerina |  |

| 16 dicembre 1979 12ª giornata | Turris | 1 – 1 | Salernitana |  |

| 23 dicembre 1979 13ª giornata | Salernitana | 1 – 0 | Anconitana |  |

| 6 gennaio 1980 14ª giornata | Salernitana | 1 – 0 | Arezzo |  |

| 13 gennaio 1980 15ª giornata | Teramo | 2 – 1 | Salernitana |  |

| 20 gennaio 1980 16ª giornata | Salernitana | 1 – 0 | Catania |  |

| 27 gennaio 1980 17ª giornata | Livorno | 1 – 0 | Salernitana |  |

#### Girone di ritorno
| 3 febbraio 1980 18ª giornata | Campobasso | 2 – 0 | Salernitana |  |

| 10 febbraio 1980 19ª giornata | Salernitana | 1 – 0 | Empoli |  |

| 17 febbraio 1980 20ª giornata | Siracusa | 2 – 1 | Salernitana |  |

| 24 febbraio 1980 21ª giornata | Salernitana | 1 – 1 | Benevento |  |

| 2 marzo 1980 22ª giornata | Cavese | 0 – 1 | Salernitana |  |

| 9 marzo 1980 23ª giornata | Salernitana | 1 – 0 | Foggia |  |

| 16 marzo 1980 24ª giornata | Rende | 1 – 1 | Salernitana |  |

| 23 marzo 1980 25ª giornata | Salernitana | 2 – 0 | Chieti |  |

| 30 marzo 1980 26ª giornata | Montevarchi | 0 – 2 | Salernitana |  |

| 13 aprile 1980 27ª giornata | Salernitana | 1 – 1 | Reggina |  |

| 20 aprile 1980 28ª giornata | Nocerina | 2 – 1 | Salernitana |  |

| 27 aprile 1980 29ª giornata | Salernitana | 1 – 1 | Turris |  |

| 11 maggio 1980 30ª giornata | Anconitana | 1 – 0 | Salernitana |  |

| 18 maggio 1980 31ª giornata | Arezzo | 1 – 0 | Salernitana |  |

| 25 maggio 1980 32ª giornata | Salernitana | 1 – 0 | Teramo |  |

| 1º giugno 1980 33ª giornata | Catania | 2 – 2 | Salernitana |  |

| 8 giugno 1980 34ª giornata | Salernitana | 0 – 1 | Livorno |  |